# Вибухова електронна емісія
Вибухова електронна емісія — електронна емісія з поверхні металу за його переходу з твердої фази в газоподібну (плазму) внаслідок локальних вибухів мікроскопічних ділянок емітера. Єдиний вид електронної емісії, що дозволяє отримувати густину струму величиною 109 А/см2 і потоки електронів потужністю 1013 Вт.

## Опис явища
Для ініціювання вибухової електронної емісії необхідно створити на поверхні емітера фазовий перехід метал-плазма, який буде джерелом струму, яке підтримує цей перехід. Такий перехід можна створити, організувавши мікровибухи. Для цього можна використати швидку мікрочастинку або сфокусоване лазерне випромінювання, проте найчастіше застосовують автоелектронну емісію. Струм автоелектронної емісії розігріває електрони в мікрооб'ємі металу за рахунок ефекту Ноттінгема. Розігріті електрони передають свою теплову енергію ґратці завдяки електрон-фононній взаємодії. В результаті відбувається мікровибух і утворюється так званий катодний факел, що складається з плазми і пари металу. Утворена плазма починає розширюватися, що супроводжується інтенсивною емісією електронів.

## Теорія явища
Величина струму вибухової електронної емісії без магнітного поля і без урахування релятивістських ефектів визначається виразом
{\displaystyle j(t)=BU^{\frac {3}{2}}F\left({\frac {vt}{d}}\right),}
де {\displaystyle B} — деяка стала, {\displaystyle U} — різниця потенціалів між фронтом утвореної плазми й анодом, {\displaystyle d} — відстань між електродами, {\displaystyle vt} — радіус плазмового згустку, {\displaystyle t} — час. {\displaystyle F(x)} — функція, що визначається геометрією міжелектродного проміжку, в найпростішому випадку {\displaystyle vt\ll d} функція {\displaystyle F(x)} є лінійною функцією свого аргументу.
Під час розширення плазми її концентрація падає, зменшується і струм, що протікає в ній. У момент, коли його величина зрівняється з величиною струму, яку визначає формула Ленгмюра, швидкість руху фронту плазми різко знижується. Електронний струм виходить на режим насичення і дорівнює термоелектронному струму плазми.
Якщо струм насичення досить великий (близько 10 А), через деякий час режим насичення змінюється нестійким режимом, що супроводжується хаотичними сплесками струму. У цьому режимі перехід електронів із катода в плазму визначається термоавтоелектронною емісією, спричиненою електростатичним полем на межі емітер-плазма. Це поле починає зростати і при досягненні ним величини порядку 108 В/см відбувається ще один вибух. Якщо струм насичення малий (близько 1 А), то після фази насичення відбувається обрив струму.

## Використання
Завдяки високій густині створюваного струму, вибухова електронна емісія знайшла застосування в імпульсних генераторах потужних електронних пучків і рентгенівського випромінювання, а також для нагніту газових лазерів. На її основі створені сильнострумові вакуумні діоди.